# إليوشن إل 102
إليوشن إل-102 (بالإنجليزية: Ilyushin Il-102)‏ هي طائرة هجوم أرضي من صناعة إليوشن. كان أول طيران لها في 1982.